# 維寧斯 (喬治亞州)
維寧斯（英語：Vinings）是位於美國喬治亞州科布縣的一個人口普查指定地區。

## 地理
維寧斯的座標為33°51′59″N 84°27′58″W / 33.86639°N 84.46611°W，而該地最高點為海拔高度279米（即915英尺）。

## 人口
根據2010年美國人口普查的數據，維寧斯的面積為8.50平方千米，當中陸地面積為8.20平方千米，而水域面積為0.30平方千米。當地共有人口9734人，而人口密度為每平方千米1,145人。